# 巽德蘭站
巽德蘭站（英語：Sunderland railway station）是英國巽德蘭的主要鐵路車站，位於達勒姆海岸線上。現有車站建於1969年。自2002年3月31日起，該站可轉乘泰恩-威爾地鐵。